# Say So
〈Say So〉(세이 쏘)는 미국의 가수 겸 래퍼 도자 캣의 노래이다. 두 번째 정규 앨범 《Hot Pink》의 싱글이다. 틱톡을 통해 전 세계적인 인기를 끌며 도자 캣의 이름을 알린 곡이다. 2020년 5월 1일, 래퍼 니키 미나즈가 피처링으로 참여한 리믹스 버전이 발매되어 빌보드 핫 100 1위를 하게 되면서 두 가수에게 최초의 빌보드 싱글 1위 곡이 되었다. 미국 음반 산업 협회(RIAA) 인증 플래티넘 등급을 받은 곡이다. 제63회 그래미 어워드(2021년) 올해의 레코드상 후보에 올랐다.